# Дементьев, Иван Андреевич
Иван Андреевич Дементьев (1901—1964) — старшина Рабоче-крестьянской Красной Армии, участник Великой Отечественной войны, Герой Советского Союза (1944).

## Биография
Родился 1 декабря 1901 года в селе Судбищи (ныне — Новодеревеньковский район Орловской области) в семье крестьянина, русский. Получил начальное образование, работал в родительском хозяйстве. Участвовал в Гражданской войне. С 1923 года работал в родном селе. В 1930 году переехал в Тулу.
В сентябре 1941 года был повторно призван в армию. С декабря того же года – на фронтах Великой Отечественной войны. Принимал участие в боях на Западном, 1-м и 2-м Белорусских фронтах. К июлю 1944 года старший сержант И. А. Дементьев командовал орудием 890-го артиллерийского полка 330-й стрелковой дивизии 50-й армии 2-го Белорусского фронта. Отличился во время Белорусской операции.
8 июля 1944 года в ходе боя в районе деревни Самохваловичи Минского района Минской области Белорусской ССР расчёт И. А. Дементьева оказал помощь стрелковым частям в отражении вражеских контратак, подавив несколько огневых точек и уничтожив большую группу пехоты противника. Когда кончились снаряды, орудийный расчёт продолжал сражаться, ведя огонь из стрелкового оружия и кидая гранаты. В бою Дементьев получил ранение, но поля боя не покинул.
Указом Президиума Верховного Совета СССР от 26 октября 1944 года за «мужество и героизм, проявленные при освобождении Белоруссии» старший сержант Иван Андреевич Дементьев был удостоен высокого звания Героя Советского Союза с вручением ордена Ленина и медали «Золотая Звезда» за номером 5424.
Конец войны встретил на Эльбе. В 1945 году в звании старшины был демобилизован. Проживал в Туле, работал начальником цеха на Тульском комбайновом заводе. Скончался 15 октября 1964 года, похоронен на Чулковском кладбище Тулы.
Был также награждён орденом Красной Звезды и рядом медалей.
В честь Дементьева названа улица в Туле и тульская школа МБОУ "Центр образования №40".